# Philosepedon
Philosepedon är ett släkte av tvåvingar. Philosepedon ingår i familjen fjärilsmyggor.

## Dottertaxa tillPhilosepedon, i alfabetisk ordning[1]
- Philosepedon africana
- Philosepedon aliciae
- Philosepedon amblytes
- Philosepedon ancepitis
- Philosepedon arabicum
- Philosepedon atopos
- Philosepedon atschitaricus
- Philosepedon austriacus
- Philosepedon baguioensis
- Philosepedon balinsasayae
- Philosepedon balkanicus
- Philosepedon banski
- Philosepedon beaucornui
- Philosepedon bicalcaratus
- Philosepedon bicuspis
- Philosepedon bishoppi
- Philosepedon calabens
- Philosepedon carpaticus
- Philosepedon cubana
- Philosepedon deceptrix
- Philosepedon decipiens
- Philosepedon decora
- Philosepedon dimorphus
- Philosepedon distans
- Philosepedon distyla
- Philosepedon duacopis
- Philosepedon ensiger
- Philosepedon flavithorax
- Philosepedon forcipata
- Philosepedon fratruelis
- Philosepedon frontalis
- Philosepedon fumata
- Philosepedon hamatus
- Philosepedon helicis
- Philosepedon hrudkai
- Philosepedon humeralis
- Philosepedon ibericus
- Philosepedon interdicta
- Philosepedon kalehnus
- Philosepedon katangladensis
- Philosepedon kowarzi
- Philosepedon labecula
- Philosepedon leonhardti
- Philosepedon longistylus
- Philosepedon majorinus
- Philosepedon malayensis
- Philosepedon mauroae
- Philosepedon mayeri
- Philosepedon mexicana
- Philosepedon monstruosus
- Philosepedon mutabilis
- Philosepedon nickerli
- Philosepedon nocturnalis
- Philosepedon oblongolum
- Philosepedon operosa
- Philosepedon opposita
- Philosepedon orientalis
- Philosepedon pandiculatus
- Philosepedon parciproma
- Philosepedon parifurcus
- Philosepedon pectinata
- Philosepedon plaumanni
- Philosepedon pollicaris
- Philosepedon pragensis
- Philosepedon primoryanus
- Philosepedon provincialis
- Philosepedon pudica
- Philosepedon pyrenaicus
- Philosepedon quadricuspis
- Philosepedon quatei
- Philosepedon retusus
- Philosepedon sakhalinus
- Philosepedon sandalioticus
- Philosepedon scutigerus
- Philosepedon sessilis
- Philosepedon setosa
- Philosepedon silvestrii
- Philosepedon soljani
- Philosepedon spathipenis
- Philosepedon symmetricus
- Philosepedon tesca
- Philosepedon tetartos
- Philosepedon tineiformis
- Philosepedon torosa
- Philosepedon triastyla
- Philosepedon tridactila
- Philosepedon trimicra
- Philosepedon tripetalis
- Philosepedon tritaxis
- Philosepedon tritenaculus
- Philosepedon triungulata
- Philosepedon uncinatum